# Metalasia riparia
Metalasia riparia là một loài thực vật có hoa trong họ Cúc. Loài này được Salter mô tả khoa học đầu tiên năm 1946.